# José Antonio Ricaurte y Rigueiro
José Antonio Ricaurte y Rigueiro, né le 16 mai 1748 à Santafé de Bogotá et mort le 9 mai 1804 à Carthagène des Indes, fut un avocat néo-grenadin de la Real Audiencia de Bogotá.
Il étudia au Colegio de San Bartolomé puis à l'Universidad Javeriana où il obtint son diplôme de juriste. Il fut comptable au tribunal des comptes et agent fiscal de Sa Majesté dans la real audiencia de Santafé. Il se maria avec Mariana Ortega, la belle-sœur du précurseur de l'indépendance de la Colombie, Antonio Nariño.
Il fut emprisonné, sans procès, pour avoir défendu Nariño le 2 août 1795. Il décéda le 9 mai 1804 dans une prison à Carthagène des Indes après neuf ans passés en cellule.